# لاس بيناس
لاس بيناس (بالإنجليزية: Las Piñas) هي مدينة تقع في الفلبين في مانيلا.[بحاجة لمصدر] يقدر عدد سكانها بـ 552,573 نسمة ومساحتها 32.69 كم2 .

## المدن التوأمة
مدينة سوتشي هي مدينة توأمة لـلاس بيناس.

## أعلام
- اماني اغينالدو
- ميغيل رودريغيز
- إرفين سوتو